# مارك سميث (مربي)
مارك سميث هو مربي كندي، ولد في 1960 في موسجاو في كندا.